# Xocalı (Stadt)
Xocalı (xɔdʒalɯ, eingedeutscht Chodschali, armenisch Խոջալու Chodschalu, russisch Ходжалы Chodschaly) ist eine Stadt in Aserbaidschan und Hauptstadt des Bezirks Xocalı. Von 1992 bis 2023 war sie Teil der international nicht anerkannten Republik Arzach, in der sie ab 2001 armenisch Iwanjan (armenisch Իվանյան) genannt wurde. Nach der Volkszählung der Republik Bergkarabach 2005 hatte die Stadt 908 Einwohner.
Für Xocalı gibt es viele verschiedene Transkriptionen, darunter englisch Khojali, Khojaly, Khodjaly, Kodjali, Khodzhaly, Khojalu, Khocalu, Khocali, Khocaly und Hojaly.

## Geschichte
Zu Zeiten der Sowjetunion gehörte Chodschaly (Ходжалы) zum Rayon Askeran im Autonomen Gebiet Bergkarabach. Zu Beginn des Bergkarabachkonflikts plante die aserbaidschanische Regierung, aus der Stadt ein neues regionales Zentrum zu machen. In der Zeit von 1988 bis 1990 wuchs die Bevölkerung Chodschalys von 2135 auf 6000 Einwohner, insbesondere durch Zuwanderung aus Zentralasien (etwa 2000 meschetische Türken) und Armenien (etwa 2000 Aseris). Mit der Aufhebung der Autonomie Bergkarabachs im April 1990 erhob Aserbaidschan Xocalı zur Stadt und gleichzeitig zum Verwaltungssitz des neuen Rayon Xocalı, der aus dem vorherigen Rayon Askeran und Teilen des Rayons Martuni gebildet wurde.
1992 lebten in der Stadt bereits 7000 Einwohner, mehrheitlich Aseris. Während des Kriegs um Bergkarabach wurde die Stadt am 27. Februar 1992 von armenischen Freischärlern eingenommen, wobei unter unklaren Umständen mehrere hundert Menschen starben. Das Ereignis führte als Massaker von Chodschali zum Rücktritt der aserbaidschanischen Regierung und zu verstärkten Kampfhandlungen von beiden Seiten.
2001 benannten die Armenier die Stadt um in Iwanjan, nach dem verstorbenen Generalleutnant der Streitkräfte der Republik Bergkarabach, Kristapor Iwanjan. Mit der aserbaidschanischen Offensive im September 2023 kam der Ort wieder unter die Kontrolle Aserbaidschans. In den folgenden Wochen floh fast die gesamte Bevölkerung Bergkarabachs nach Armenien.